# ブーン (フリゲート)
| USS Boone FFG-28 |                                                                                           |
| 艦歴             |                                                                                           |
| 発注:            | 1978年1月23日                                                                             |
| 起工:            | 1979年3月27日                                                                             |
| 進水:            | 1980年1月16日                                                                             |
| 就役:            | 1982年5月15日                                                                             |
| 退役:            | 2012年2月23日                                                                             |
| 除籍:            |                                                                                           |
| その後:          | 2022年9月7日標的艦として海没処分                                                          |
| 要目             |                                                                                           |
| 排水量           | 基準: 3,225 t                                                                             |
| 排水量           | 満載: 4,100 t                                                                             |
| 全長             | 453 ft (138 m)                                                                            |
| 全幅             | 45.4 ft (13.8 m)                                                                          |
| 吃水             | 24 ft (7.3 m)                                                                             |
| 機関             | COGAG方式                                                                                 |
| 機関             | LM2500-30ガスタービンエンジン (20,500hp) ×2基                                             |
| 機関             | 可変ピッチプロペラ（5翔）×1軸                                                             |
| 機関             | 非常用旋回式スラスタ（350hp）×2基                                                         |
| 最大速           | 29ノット以上                                                                              |
| 航続距離         | 4,500 海里（20ノット巡航時）                                                              |
| 乗員             | 206名（士官13名）                                                                         |
| 兵装             | Mk.75 76mm単装速射砲×1基                                                                  |
| 兵装             | Mk.38 25mm単装機銃×2基                                                                    |
| 兵装             | Mk.15 20mmCIWS×1基                                                                        |
| 兵装             | M2 12.7mm単装機銃×4基                                                                     |
| 兵装             | Mk.13 mod.4単装ミサイル発射機×1基 * SM-1MR SAM * ハープーンSSM を発射可能 ※2003年以降撤去 |
| 兵装             | Mk.32 mod.17 3連装短魚雷発射管×2基                                                        |
| 艦載機           | SH-60B LAMPSヘリコプター×2機                                                              |
| C4ISTAR          | NTDS (JTDS＋リンク 11/14)                                                                 |
| C4ISTAR          | Mk.92 FCS (SM-1MR, 76mm砲用)                                                              |
| C4ISTAR          | AN/SQQ-89 ASWCS                                                                           |
| センサ           | AN/SPS-49 対空捜索レーダー                                                                |
| センサ           | AN/SPS-55 対水上捜索レーダー                                                              |
| センサ           | AN/SQS-56 船底装備ソナー                                                                  |
| センサ           | AN/SQR-19 曳航ソナー                                                                      |
| 電子戦           | AN/SLQ-32(V)5 ESM/ECM装置                                                                 |
| 電子戦           | Mk.36 デコイ発射装置                                                                      |
| モットー:        | Brave Man, Brave Ship                                                                     |

ブーン (英語: USS Boone, FFG-28) は、アメリカ海軍のミサイルフリゲート。オリバー・ハザード・ペリー級ミサイルフリゲートの20番艦。艦名はジョーエル・トンプソン・ブーン海軍中将(1889 - 1974)に因む。

## 艦歴
ブーンは1978年1月23日にトッド・パシフィック造船所に建造発注され、1979年3月27日に起工する。1980年1月16日に進水し、1982年5月15日に就役した。2007年時点でブーンはフロリダ州メイポートを母港とし第14駆逐戦隊に所属していた。2012年2月23日に退役した。
米、英の海・空軍が北大西洋海域で実施された共同訓練「アトランティック・サンダー」の水上艦撃沈訓練（SINKEX）で2022年9月7日、米海軍のミサイル駆逐艦「アーレイ・バーク」の放ったSM-6多目的ミサイル1発、英海軍のフリゲート「ウエストミンスター」が発射したRGM-84Dハープーン艦対艦ミサイル2発と同艦艦載ヘリコプターAW159 ワイルドキャットが発射する数基マートレット空対艦ミサイルの標的艦となり海没処分。また、米海軍対潜哨戒機P-8A ポセイドン、米空軍戦闘機F-15E ストライクイーグルと英空軍戦闘機タイフーンは同じ標的艦に対する攻撃訓練に参加した。